# كاني رش (أرومية)
كاني رش هي قرية في مقاطعة أرومية، إيران. عدد سكان هذه القرية هو 524 في سنة 2006.